# Ralf Kreuzer
Ralf Kreuzer (* 5. April 1983 in Visperterminen) ist ein ehemaliger Schweizer Skirennfahrer. Er gehörte dem B-Kader von Swiss-Ski an, seine stärksten Disziplinen waren die Abfahrt, der Super-G und die Super-Kombination.

## Karriere
Kreuzer bestritt im Dezember 1998 seine ersten FIS-Rennen. Erst im Februar 2002 kam er zum ersten Mal unter die besten zehn, und im Dezember 2003 folgte der erste Sieg in einem FIS-Rennen. Im Europacup bestritt er sein erstes Rennen im Januar 2002, aber erst drei Jahre später, nach fast 20 Europacuprennen, holte er als 24. in der Abfahrt von Bad Kleinkirchheim die ersten Punkte. Zwei Wochen danach fuhr er mit Rang acht in der Abfahrt von Tarvisio erstmals unter die schnellsten zehn. Auf nationaler Ebene gelang ihm im März 2005 der erste grosse Erfolg, als er hinter Tobias Grünenfelder Schweizer Vizemeister im Super-G wurde. Nach dieser Saison stieg er in das B-Kader des Schweizer Skiverbandes auf.
Am 29. Dezember 2005 erhielt Kreuzer erstmals die Möglichkeit, an einem Weltcuprennen teilzunehmen. In der Abfahrt von Bormio kam er aber nur auf den 46. Platz. Ab Januar 2006 konnte er sich im Europacup wieder mehrmals unter den schnellsten zehn platzieren, wobei seine besten Resultate zwei vierte Plätze im zweiten Super-G von Châtel und in der Abfahrt von Saalbach-Hinterglemm waren. In der Abfahrts-, der Super-G- und der Super-Kombinations-Wertung konnte er sich damit in der Europacupsaison 2005/06 unter den besten zehn klassieren.
Anfang Oktober 2006 erlitt Kreuzer seine erste schwere Verletzung. Bei einem Sturz im Abfahrtstraining auf dem Zermatter Gletscher erlitt er einen Kreuzbandriss im linken Knie, weshalb er in der gesamten Saison 2006/07 keine Rennen bestreiten konnte. Nach der langen Verletzungspause konnte er zu Beginn des Winters 2007/08 zunächst nicht an die zuvor erzielten Resultate anschliessen, erst im März erreichte er in den Abfahrten von Bansko und Les Orres wieder drei Top-10-Platzierungen im Europacup.
Zu Beginn der Saison 2008/09 erlitt Kreuzer die zweite schwere Verletzung. In seinem zweiten Weltcuprennen, der Abfahrt in Lake Louise am 29. November 2008, stürzte er und erlitt einen Innenbandeinriss und eine Meniskusverletzung im rechten Knie. Nach einer Arthroskopie war diese Saison für ihn schon sehr früh zu Ende. Nach den guten Trainingsleistungen des vergangenen Herbstes gehörte Kreuzer ab Frühling 2009 der Weltcup-Trainingsgruppe an. Seine ersten Punkte im Weltcup gewann er am 5. Dezember 2009 mit Platz 25 in der Abfahrt auf der Birds of Prey in Beaver Creek. Sein bestes Weltcupergebnis erreichte er am 29. Dezember 2009 mit Platz 18 in der Abfahrt von Bormio. Am 28. Januar 2010 stand er in der Abfahrt von Les Orres erstmals im Europacup auf dem Podest. Am Ende des Winters zog sich Kreuzer neuerlich eine schwere Knieverletzung zu. Bei den Schweizer Meisterschaften erlitt er einen Riss des vorderen Kreuzbandes, des Seitenbandes und des Meniskus im rechten Knie. Nach mehrmonatiger Rehabilitation nahm er ab Dezember 2010 wieder an Wettkämpfen teil. Am Ende der Saison 2010/11 erreichte er in der Europacup-Abfahrt von Formigal wieder einen Podestplatz; im Weltcup nahm er in diesem Winter an keinen Rennen teil.
Ende August 2011 erlitt Kreuzer beim freien Fahren während eines Trainingsaufenthaltes in Las Leñas erneut eine schwere Verletzung im linken Knie mit Rissen des Kreuz- und Innenbandes sowie Schäden am Meniskus. Nachdem er die gesamte Saison 2011/12 hatte pausieren müssen, gab Kreuzer Anfang April 2012 seinen Rücktritt vom Skirennsport bekannt.

## Erfolge

### Weltcup
- 1 Platzierung unter den besten 20

### Europacup
- Saison 2005/06: 7. Super-G-Wertung, 8. Super-Kombinations-Wertung, 9. Abfahrtswertung
- Saison 2009/10: 10. Abfahrtswertung
- Saison 2010/11: 9. Abfahrtswertung
- 2 Podestplätze

### Weitere Erfolge
- Schweizer Vizemeister im Super-G 2005
- 3 Siege in FIS-Rennen